# Tenuipalpus guamensis
Tenuipalpus guamensis är en spindeldjursart som beskrevs av Baker 1945. Tenuipalpus guamensis ingår i släktet Tenuipalpus och familjen Tenuipalpidae. Inga underarter finns listade i Catalogue of Life.